# Dmytro Hłuszczenko
Dmytro Hłuszczenko, ukr. Дмитро Леонідович Глущенко (ur. 17 lutego 1981 w Kijowie) – ukraiński lekkoatleta, sprinter, którego specjalizacją był bieg na 200 metrów. Jego rekord życiowy na tym dystansie wynosi 20,75 s. Dmytro w swojej koronnej konkurencji startował na wielkich europejskich imprezach, często kwalifikując się do finału, ale nigdy nie zdobywając medalu. W 2008 roku wystartował w konkursie biegu na 100 m na igrzyskach olimpijskich w Pekinie. Zajął z czasem 10.57 s piąte miejsce w swoim biegu eliminacyjnym i nie awansował do drugiej rundy zawodów.

## Rekordy życiowe
| Dystans | Wynik | Miejsce | Data          |
| ------- | ----- | ------- | ------------- |
| 60m     | 6,62  | Samara  | 4 lutego 2006 |
| 100m    | 10,25 | Kijów   | 24 lipca 2004 |
| 200m    | 20,75 | Kijów   | 29 maja 2004  |